# Geschichte von Hoheluft
Die Geschichte von Hoheluft umfasst den Zeitraum von der Besiedlung des Gebiets im frühen 19. Jahrhundert bis zur Etablierung von Hoheluft-Ost und Hoheluft-West als eigenständige Stadtteile von Hamburg 1951. Wegen der Veränderungen der Stadtteilgrenzen in diesem Zeitraum werden darin auch die angrenzenden Stadtteile Eppendorf, Lokstedt und Eimsbüttel einbezogen.

## Lage und Etymologie

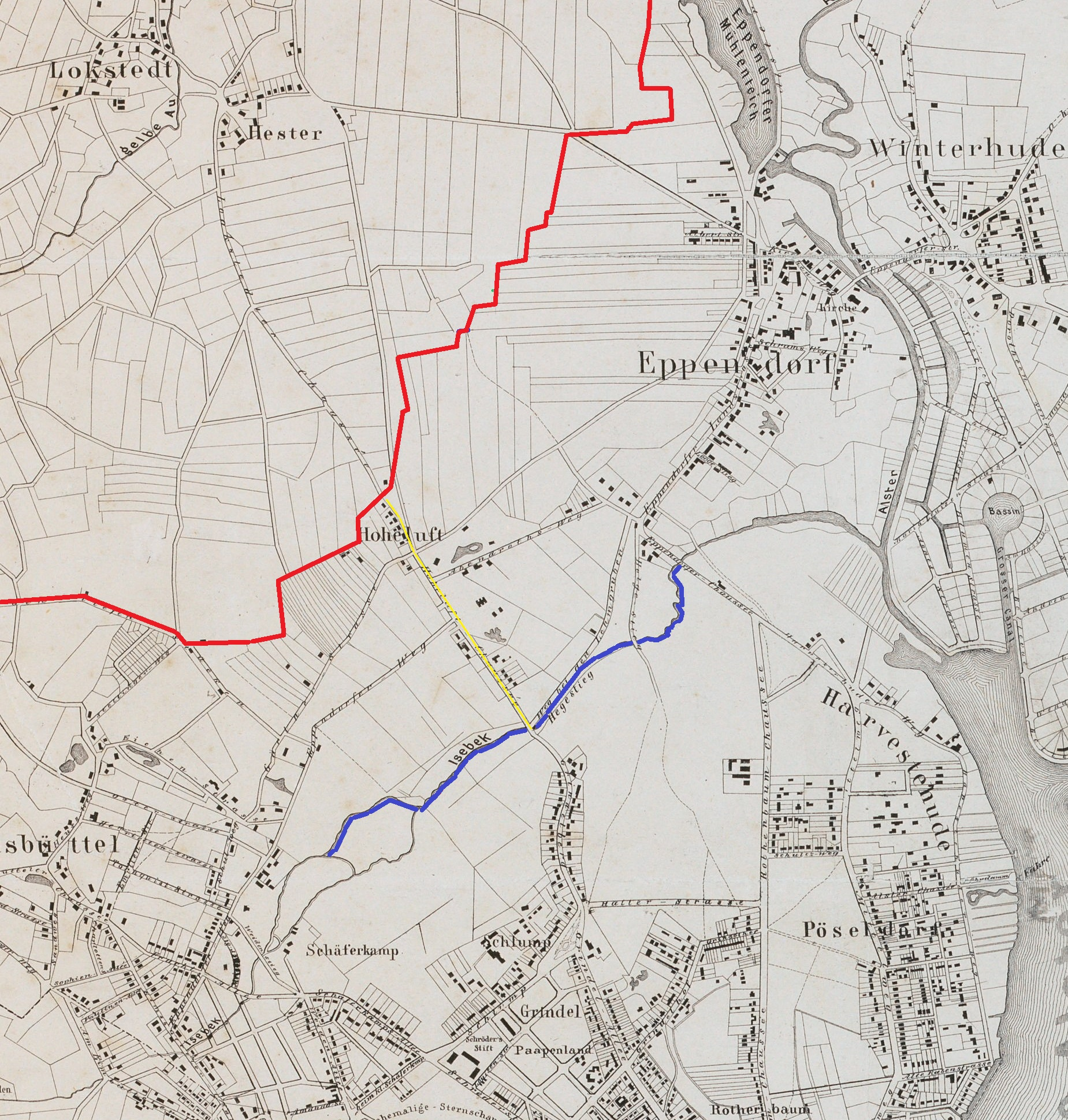
Kartenausschnitt von 1866
Grenze nach Preußen
Hoheluftchaussee
Isebek (teilweiser Verlauf)

Hoheluft war im 19. Jahrhundert eine kleine Siedlung an der Hoheluftchaussee nördlich der Gärtnerstraße, westlich des kurzen Abschnitts bis zur heutigen Troplowitzstraße. An der Troplowitzstraße verlief die Grenze Hamburgs, nördlich davon wird die Hoheluftchaussee zum Lokstedter Steindamm. Der Begriff Hoheluft bürgerte sich über die Zeit für das Gebiet zwischen der später kanalisierten Isebek im Süden und der Grenze zur Herrschaft Pinneberg im Norden ein. Die mittlere Achse in Nord-Süd-Richtung war die heutige Hoheluftchaussee, erst ein Landweg und dann als Chaussee ausgebaut. An der nördlichen Grenze zwischen Hoheluft und Lokstedt steht an der Hoheluftchaussee 165 ein denkmalgeschützter Grenzstein, der 1789 unter dem dänischen König Christian VII. errichtet wurde. Die Herrschaft Pinneberg kam nach dem Deutschen Krieg 1867 zum preußischen Kreis Pinneberg, während Hamburg unabhängig blieb. Daher blieb die Grenze zwischen Hoheluft und Lokstedt auch Zollgrenze. Die Grenzen des Gebietes nach Osten und Westen lassen sich weniger genau bestimmen.
Die Herkunft des Namens Hoheluft ist nicht eindeutig bekannt. Die Heimatforscher Wilhelm Melhop und Armin Clasen gehen davon aus, dass der Grenzpunkt Veerendeel zu dem ehemaligen Dorf Lokstedt als Anhöhe des Gebiets über den Niederungen der Isebek als „auf der Hohenluft“ bezeichnet wurde. Es kann aber auch sein, dass der Name auf einen 1602 errichteten Galgen oder auf das „Hoge Licht“ des dortigen Wirtshauses zurückgeführt wird. Das Licht sollte den Fuhrleuten bei Nacht und Nebel zur Orientierung dienen. Der Galgen und die „hohe Luft“ wird teils auch volksetymologisch zusammengeführt, weil Hingerichtete hoch in der Luft hängen. Allerdings steht der Ortsname Veerendeel wohl für die Hinrichtungsart Vierteilen, womit höchstens die Überreste der solcherart zu Tode gekommenen Menschen in der Luft zur Schau gestellt worden wären.

## Geschichte
→ Für die geschichtliche Entwicklung ab den 1950er Jahren siehe die beiden Stadtteilartikel: Hoheluft-Ost und Hoheluft-West.
Hoheluft wurde 1802 im Kirchenbuch der Eppendorfer Kirche urkundlich erwähnt, 1805 dann in Protokollen des Johannisklosters, die ein Grundstück „auf der hohen Lucht“ beschreiben. Somit gehörte das Flurstück Hoheluft zu Eppendorf. Eppendorf wiederum gehörte zusammen mit Eimsbüttel, Harvestehude und Winterhude zum Besitz des damaligen Klosters Harvestehude, das im Zuge der Reformation 1530 in die Stiftung St. Johannis überführt wurde. In Klosterprotokollen von 1805 ist verzeichnet, dass in Hoheluft 40 Menschen lebten. 1830 wurde die Klosterstiftung aufgelöst und Eppendorf samt Hoheluft mit anderen stadtnahen Dörfern in die Landherrenschaft der Geestlande und damit in städtisches Eigentum überführt.
In Topographien des 19. Jahrhunderts wird die Einwohnerzahl mit „40, worunter 2 Gastwirthe, 1 Schlachter und 3 Schuster“ angegeben. Das hamburgische Hoheluft spielte nur als Zollstätte an der Grenze ins holsteinische Lokstedt eine gewisse Rolle.
Zum Jahreswechsel 1860/61 wurde die nächtliche Torsperre aufgehoben, so dass eine Niederlassung in den Außengebieten der Stadt attraktiver wurde. Bis weit ins 19. Jahrhundert hinein war das Gebiet südlich der Gärtnerstraße Weideland. Nördlich davon gab es den Kätnerkamp, der aus Acker- und Gartenland für die Kätner bestand. Erst ab 1870 wurden allmählich aus den Fluren Wohngebiete. Während sich das heute „Generalsviertel“ genannte Quartier zwischen Bismarckstraße und Gärtnerstraße als reines Wohngebiet aus Einfamilien- und Etagenhäusern formierte, bildete sich nördlich der Gärtnerstraße ein aus Etagenhäusern mit rückwärtigen Terrassen und Passagen dicht bebautes Quartier heraus, an dessen Rändern Fabriken (Tabakfabrik, Brauerei) und später die Chemiefabrik von Paul Carl Beiersdorf an der Quickbornstraße entstanden.
Seit 1892 gab es in Hoheluft eine Initiative der Bewohner, die sich für eine eigene Kirchengemeinde einsetzte. 1895 wurde die von Eppendorf losgelöste evangelische Kirchengemeinde Hoheluft gegründet, die maßgeblich zur Entwicklung eines eigenständigen Stadtteils beitrug. Die Gemeindekirche St. Markus wurde bis 1899 errichtet.
1896 gründeten Bürger in Wittorfs Bierhalle an der Hoheluftchaussee / Ecke Gärtnerstraße den Hohelufter Bürgerverein, der heute noch als Bürger-Verein Hoheluft-Großlokstedt von 1896 e.V. existiert. Der Bürgerverein gibt seit 1954 eine eigene Zeitschrift heraus.
1912 wurde die Ringlinie der Hochbahn zwischen Rathausmarkt und Barmbeck eröffnet. Hoheluft wurde besonders durch den U-Bahnhof Hoheluftbrücke besser erschlossen.
Mit dem Groß-Hamburg-Gesetz von 1937 verdoppelte sich die Fläche Hamburgs fast. Darauf folgte 1939 eine Gebietsreform, mit der zehn „Kreise“ (entsprechend in etwa den heutigen Stadtbezirken), 110 „Bezirke“ (entsprechend in etwa den heutigen Stadtteilen) und 178 darin eingeschlossene Ortsteile geschaffen wurden. Hoheluft war nun erstmals ein eigener „Bezirk“ (Stadtteil). Hoheluft gehörte zu Kreis 1, hatte die Bezirks-Nummer 12, und bestand aus vier Ortsteilen:
- „Otto Blöcker“ (Nr. 118), der nördliche Teil des heutigen Hoheluft-Ost (geteilt am Abendrothsweg), dazu der Block Hoheluftchaussee – Eppendorfer Weg – Wrangelstraße – Troplowitzstraße des heutigen Hoheluft-West. Der Ortsteil war nach einem zum Märtyrer stilisierten HJ-Jungen benannt, der 1933 in Hoheluft durch einen Schuss zu Tode kam.
- „Falkenburg“ (Nr. 119), der südliche Teil des heutigen Hoheluft-Ost, geteilt am Abendrothsweg.
- „Gneisenau“ (Nr. 120), ungefähr der südliche Teil des heutigen Hoheluft-West, begrenzt von Eppendorfer Weg, Hoheluftchaussee, Isebekkanal und Scheideweg.
- „Flandern“ (Nr. 121), ungefähr der nördliche Teil des heutigen Hoheluft-West, aber etwas nach Westen verschoben. Der Ortsteil war begrenzt von Troplowitzstraße, Wrangelstraße, Eppendorfer Weg, Unnastraße – Eidelstedter Weg.

Den Höchststand erreichte die Bevölkerung kurz vor Ausbruch des Zweiten Weltkrieges. Nach der Operation Gomorrha, durch die Teile des Stadtteils zerstört wurden, fiel die Bevölkerungszahl auch in Hoheluft durch Flucht und Evakuierungen.

## Religion
→ Für die Entwicklung der Religionsgemeinschaften ab den 1950er Jahren siehe die beiden Stadtteilartikel Hoheluft-Ost und Hoheluft-West.
Christliche Religion

St. Markus

Hoheluft gehörte ursprünglich zum großen Sprengel von St. Johannis in Eppendorf. Die Kirche St. Markus wurde 1899 fertiggestellt. Die 1893 beschlossene Abtrennung des selbständigen Pfarrbezirks Hoheluft wurde 1905 vollzogen.
Ab der Zeit der Reformation war das lutherische Bekenntnis in Hamburg Staatsreligion. Katholische Gemeinden gab es in Hamburg ab 1529 nicht mehr, nur im benachbarten Altona herrschte Religionsfreiheit. Erst mit der Franzosenzeit kam diese auch nach Hamburg, der Kleine Michel war die erste katholische Kirche auf Stadtgebiet. Da das Gebiet von Hoheluft erst im Laufe der zweiten Hälfte des 19. Jahrhunderts besiedelt wurde, wäre eine katholische Gemeinde bei entsprechendem Bedarf möglich gewesen. Jedoch war die Anzahl der Katholiken in ganz Hamburg immer noch gering, 1933 gab es bei knapp 1,2 Millionen Einwohnern in Hamburg vor dem Groß-Hamburg-Gesetz nur 63.000 Katholiken (5,5 %), von denen wohl nur die Hälfte auch Kirchgänger waren. Daher gab es in Hamburg nur wenige katholische Gemeinden mit entsprechend großen Pfarrbezirken. In Hoheluft gibt es keine katholische Gemeinde, aber nicht weit entfernt befinden sich St. Bonifatius in Eimsbüttel (1910 geweiht) und St. Elisabeth in Harvestehude (1926 geweiht).
Judentum

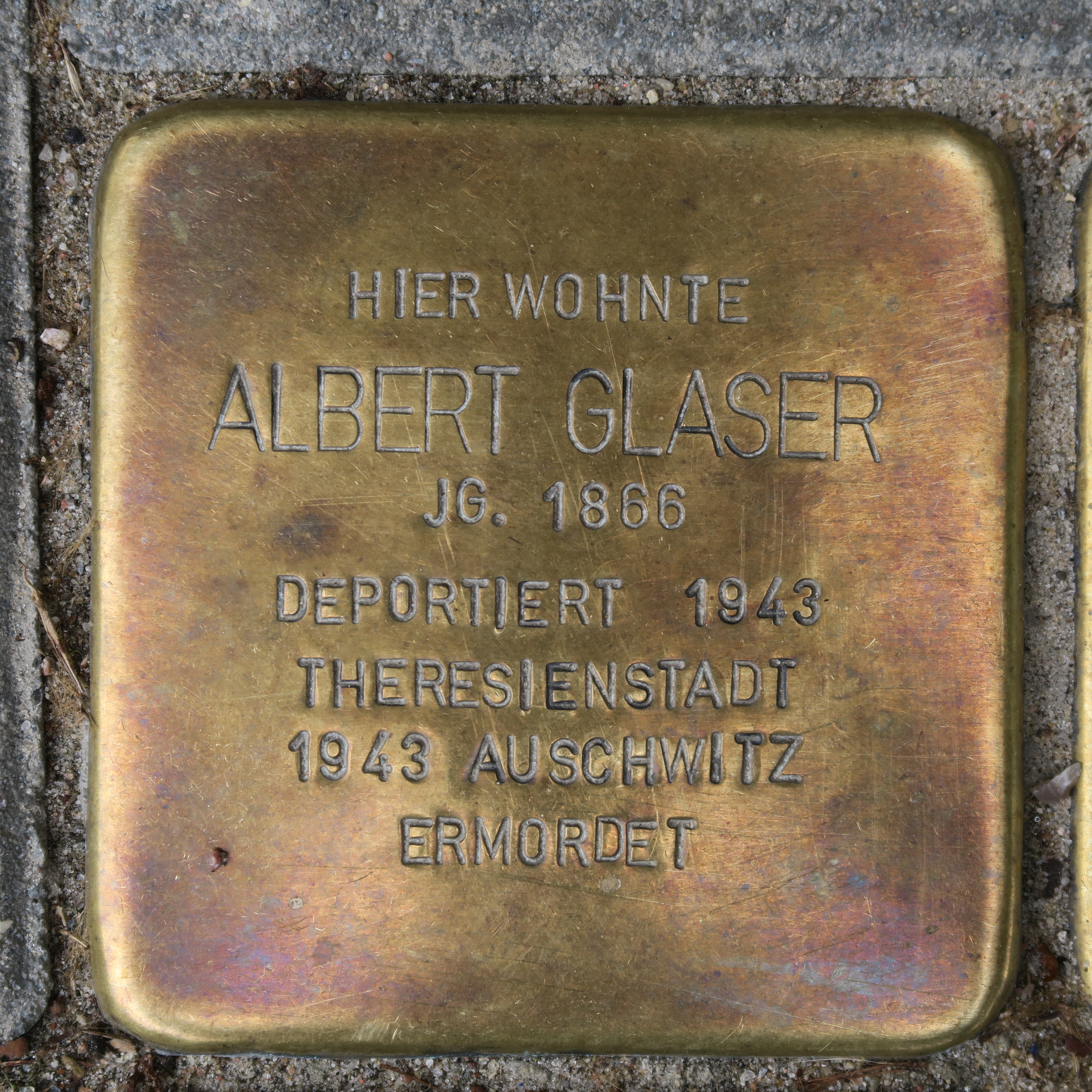
Stolperstein für Albert Glaser, Aushilfskantor an der Synagoge in der Hoheluftchaussee

Das Zentrum des jüdischen Lebens in Hamburg war zum ausgehenden 19. Jahrhundert das Grindelviertel. Das Hoheluft-Gebiet liegt nördlich davon.
1909 ließ die orthodoxe Vereinigung „Kelilath Jofi“ und „Agudath Jescharim“ in der Hoheluftchaussee 25 a nach Plänen des Architekten Semmy Engel ein Hinterhaus zu einer Synagoge umbauen. Der Bau, ein „helles, hochfenstriges Gotteshaus mit geräumiger Frauensynagoge“, existiert nicht mehr, er wurde vermutlich bei Luftangriffen zerstört. In der Nähe der Synagoge befand sich in der Hoheluftchaussee 9 ab 1908 die koschere Schlachterei Moses, die 1938 von den Nazis geschlossen wurde.

## Wirtschaft
→ Für die Entwicklung der Wirtschaft ab den 1950er Jahren siehe die beiden Stadtteilartikel: Hoheluft-Ost und Hoheluft-West.
In Hoheluft wurde während der Bebauung zwischen 1885 und 1914 häufig Wohngebäude mit Gewerbebetrieben kombiniert. Wichtige Gewerbebetriebe waren:
- Tabakfabrik von Eicken an der Hoheluftchaussee 95, errichtet 1902–1909
- Großbäckerei heide (Brotfabrik) zwischen Isebekkanal und Hegestraße 40, errichtet 1911/15
- Straßenbahndepot mit Wagenbauanstalt und Reparaturwerkstatt, heute Fahrzeugwerkstätten Falkenried

Besonders entlang der Hoheluftchaussee entwickelte sich auch der Einzelhandel. Oberdörffers Apotheke in der Hoheluftchaussee 56 gilt als der älteste Apothekenbetrieb Hamburgs. Die Apotheke wurde 1531 am Großen Burstah gegründet und zog nach dem Großen Brand 1842 auf die Hoheluftchaussee um. Die heutige Apotheke residiert allerdings in einem Nachkriegsgebäude.
Hoheluft ist seit 1892 Standort von Beiersdorf, dem einzigen DAX-Unternehmen Hamburgs.